# Юнгшиле
Юнгшиле (на шведски: Ljungskile) е град в Югозападна Швеция, лен Вестра Йоталанд, община Удевала. Разположен е на брега на фиорда Хакефьорд. Намира се на около 360 km на югозапад от столицата Стокхолм и на около 50 km на север от Гьотеборг. Има жп гара и малко пристанище. Населението на града е 3375 жители според данни от преброяването през 2010 г.

## Спорт
Представителният футболен отбор на града се казва Юнгшиле СК. Дългогодишен участник е в Шведската лига Суперетан.